# IPod Touch (4‑го покоління)
Четверте покоління iPod Touch (продавався як The new iPod touch (укр. Новий iPod touch), і розмовно відомий як iPod Touch 4G, iPod Touch 4, або iPod 4) — універсальний кишеньковий комп'ютер з сенсорним інтерфейсом користувача, що був розроблений і продавався компанією Apple Inc.. Наступник iPod Touch 3-го покоління, що був представлений на медіазаході Apple 1 вересня 2010 року та був випущений 12 вересня 2010 року. Він (офіційно) сумісний з iOS 6.1.6, яка була випущена 21 лютого 2014 року.
IPod Touch четвертого покоління був першим iPod з передньою та задньою камерами. Це тонкіша та легша модель, ніж його попередники та iPhone 4, і має дисплей Retina. Інші вдосконалення включають підтримку запису відео 720p задньою камерою, чип Apple A4 (такий самий чіп, що використовується в iPad (1‑го покоління) і iPhone 4).

## Історія
IPod Touch четвертого покоління спочатку був випущений в одному кольорі. Спочатку він мав передню частину чорного кольору та задню частину з нержавіючої сталі. 12 жовтня 2011 року, з виходом iPhone 4S, була додана версія в білому кольорі, а задня панель з нержавіючої сталі залишилася незмінною. Це був останній iPod Touch, який мав цю опцію кастомізації, оскільки її було прибрано з випуском iPod Touch п’ятого покоління, у якому були вилучені параметри вибору передньої панелі на користь зміни кольору передньої панелі залежно від кольору задньої панелі пристрою.
Спочатку пристрій продавався лише в моделях з обсягом сховища 8 ГБ, 32 ГБ та 64 ГБ. Три варіанти сховища залишилися незмінними в жовтні 2011 року з випуском моделі у білому кольорі. 11 жовтня 2012 року Apple припинила випуск моделей із сховищем на 8 ГБ і 64 ГБ, випустивши моделі на 32 і 64 ГБ п'ятого покоління iPod Touch. Ціна на модель 32 ГБ була знижена, а також була представлена модель на 16 ГБ. Продажі iPod Touch (4-го покоління) були офіційно припиненені компанією Apple 30 травня 2013 року з випуском 16-гігабайтової версії його наступника, iPod Touch 5. Це також останній із плеєрів iPod Touch, випущених з використанням 30-контактного док-коннектора, який був замінений на роз'єм Lightning, починаючи з 5-го покоління плеєрів iPod Touch.

## Особливості

### Програмне забезпечення
Він повністю підтримує iOS 4 і iOS 5, але має обмежену підтримку iOS 6, і на відміну від iPhone 4, пристрій офіційно не отримав підтримку iOS 7 через проблеми з продуктивністю. 14 листопада 2013 року Apple випустила iOS 6.1.5 для iPod touch (4-го покоління), щоб виправити помилки дзвінків FaceTime. 21 лютого 2014 року Apple випустила iOS 6.1.6 для iPod touch (4-го покоління) та iPhone 3GS, щоб виправити помилкову верифікації SSL. Це також була остання версія iOS для всіх цих пристроїв.